# Пехтерев, Михаил Андреевич
Михаил Андреевич Пехтерев (2 ноября 1915 года — 16 сентября 1994 года) — российский и советский военный деятель, участник Великой Отечественной войны, командир 98-й танковой бригады, заместитель командующего войсками Туркестанского ВО по боевой подготовке, генерал-лейтенант т/в (19.02.1968).

## Биография

### Начальная биография
Родился 2 ноября 1915 года в Екатеринославе (ныне г. Днепр, Украина). Украинец. Член ВКП(б) с 1939 года.
До призыва в армию был разметчиком завода «Карл Либкнехт».
Образование. Окончил Ульяновское БТУ (1938), АКУОС при ВАММ (1943), Военная академия бронетанковых войск (1951), ВАК при ВА им. Ворошилова (1958).

### Служба в армии
Служба в Красной Армии. С 1 ноября 1935 года по июнь 1938 года — курсант Ульяновское БТУ.
С июня 1938 года — командир учебного взвода 8-й легкотанковой бригады. Участник Боёв на Халхин-Голе. С марта 1939 года — помощник командира роты по строевой части 8-й легкотанковой бригады. С апреля 1940 года — командир роты 8-й легкотанкового полка. С июня 1940 года — адъютант 176-го отд. танкового батальона 19-й танковой бригады (2-я ОКА). С 22 марта 1941 года — старший адъютант 121-го танкового полка 60-й танковой дивизии (15-я армия, Дальневосточный фронт).

### В Великую Отечественную войну
Начало Великой Отечественной войны встретил в занимаемой должности. С 23 июня 1941 года — старший адъютант 60-го разведывательного батальона 60-й танковой дивизии. С 12 февраля 1942 г. - помощник начальника штаба 98-й танковой бригады 54-й армии Волховского фронта). С мая 1942 года — начальник штаба 98-й танковой бригады. С 7 августа 1942 года — Заместитель начальника штаба 98-й танковой бригады по оперативной работе.
С декабря 1942 г. по 28 мая 1943 года — слушатель Академических курсов усовершенствования офицерского состава при Военной академии механизации и моторизации РККА им. И. В. Сталина.
С 28 мая 1943 года —  помощник начальника штаба Горьковского АБТЦ по учебной части. С октября 1943 года —  начальник штаба 162-й танковой бригады 25-го танкового корпуса. С 6 декабря 1943 г. по 6 мая 1944 года — ид начальника штаба 50-й танковой бригады. С 6 мая 1944 г. в резерве офицерского состава 246-го запасного батальона. С 16 июля 1944 года в распоряжении начальника отдела кадров БТиМВ 2-го Украинского фронта.
С 6 сентября 1944 года — Старший помощник начальника оперативного отдела штаба 18-го танкового корпуса. С сентября 1944 года — Заместитель начальника штаба 110-й танковой бригады 18-го танкового корпуса. С 16 апреля 1945 года — Начальник штаба 110-й танковой бригады 18-го танкового корпуса.

### После войны
С 10 октября 1945 г. начальник штаба 110-го танкового полка 18-й танковой дивизии.
С 31 октября 1946 г. по 5 апреля 1951 года — слушатель командного факультета Военной академии БТиМВ им. И. В. Сталина.
С 21 апреля 1951 года — командир 11-го танкового полка 15-й гв. механизированной дивизии 7-й механизированной армии (Белорусский ВО). С 29 ноября 1951 года — начальник отдела боевой подготовки управления командующего БТ и МВ Белорусского ВО. С 21 февраля 1953 года — начальник отдела оперативной и боевой подготовки, он же заместитель начальника штаба управления командующего БТ и МВ Белорусского ВО. С 19 октября 1953 года — начальник штаба 12-й гв. механизированной дивизии 128-го стрелкового корпуса 28-й армии (Белорусский ВО). С 29 мая 1957 года — Начальник штаба 33-й гв. танковой дивизии 28-й армии (Белорусский ВО). С 30 ноября 1957 года — в распоряжении командующего войсками Белорусского ВО.
С 14 декабря 1957 г. по 8 октября 1958 года — слушатель Высших академических курсов при Военной академии им. К. Е. Ворошилова.
С 20 декабря 1958 года — командир 15-й танковой дивизии 1-го армейского корпуса (Туркестанского ВО). С 17 марта 1961 года — Начальник отдела боевой подготовки, он же заместитель командующего по боевой подготовке 1-й гв. танковой армии (Группа советских войск в Германии). С 14 июня 1961 года — Начальник отдела боевой подготовки, он же Член Военного Совета, он же заместитель командующего по боевой подготовке 1-й гв. танковой армии (Группа советских войск в Германии). С 18 марта 1966 года — Заместитель командующего по боевой подготовке и ВУЗ, он же начальник УБП и ВУЗ Туркестанского ВО. С 6 августа 1967 года — Заместитель командующего по боевой подготовке и ВУЗ, он же Член Военного Совета, он же начальник УПБ и ВУЗ Туркестанского ВО. С 5 июля 1968 года — Заместитель командующего по боевой подготовке, он же начальник УБП Туркестанского ВО.
Уволен в запас 31 марта 1972 г. по ст. 59а.
Скончался 16 сентября 1994 года в Киеве. Похоронен на Берковецком кладбище.

## Награды
- Орден Красного Знамени (22.11.1944)[2]
- Орден Красного Знамени ( 8.04.1942)[3]
- Три Ордена Отечественной войны II степени (22.02.1944, 21.05.1945,  06.04.1985)
- Орден Отечественной войны II степени(11.02.1945)
- Орден Красной Звезды (16.08.1936)[2]
- Медаль «За боевые заслуги» (08.10.1942)
- Медаль «За боевые заслуги» (06.11.1945)
- Медаль «За оборону Ленинграда» (22.12.1942)[4]
- Медаль «За победу над Германией в Великой Отечественной войне 1941—1945 гг.» (9 мая 1945[5])
- Медаль «За взятие Вены» (09.06.1945)
- Медаль «За взятие Будапешта» (09.06.1945)
- Медаль «За безупречную службу» (1958)

## Память
- Его имя увековечено в Главном Храме Вооружённых сил России, и навсегда запечатлено на мемориале «Дорога памяти»
- На могиле установлен надгробный памятник